# José Rodrigo y Villalpando
José Rodrigo y Villalpando, I marqués de la Compuerta (Zaragoza, 1668 – Madrid, 7 de diciembre de 1741) fue un hacendista y político español.  

## Biografía
Fue hijo de Pedro-Lorenzo Rodrigo y Arnal, señor de Bescós, Villacampa y Pradilla, natural de Bierge (Huesca), y de Vicencia de Villalpando y López de Baylo (hija del I conde de Torres Secas). Procedía de una familia infanzona aragonesa oriunda de la localidad de Bierge, en donde tienen su casa solariega. Su padre (Pedro-Lorendo Rodrigo) y su abuelo (Pedro Rodrigo y Rodrigo) fueron destacados juristas en el siglo XVII. 
Estudió arte y jurisprudencia en la Universidad de Zaragoza para ser designado en 1690 Oidor de su Real Audiencia, Decano del Colegio de Abogados de Zaragoza y en 1699 Lugarteniente en la corte del Justicia de Aragón en 1699 y abogado fiscal y patrimonial del mismo reino. 
Desempeñó la embajada en París por encargo de Felipe V en las postrimerías de la Guerra de sucesión española entre los años 1711 a 1717. El 2 de abril de 1717 se le designó secretario de Estado de Justicia, Gobierno Político y Hacienda de España e Indias, puesto que ocupó hasta el 1 de diciembre de 1720, cuando fue nombrado secretario de Estado y del Despacho de Negocios Eclesiásticos, Justicia y Jurisdicción, cargo que desempeñó hasta su muerte. 
En 1717 el rey le hizo gentilhombre de cámara y marqués de la Compuerta. Negoció después en 1737 el concordato con la Santa Sede. En 1740 fundó una biblioteca pública en el convento de predicadores de San Ildefonso de Zaragoza.
Contrajo matrimonio con Antonia de Oblitas y Los Ancos Lanaja y Mendoza, señora de Oblitas. 
Entre sus obras figura la Verídica defensa de los más importantes privilegios del reino de Aragón.